# جام خیریه انگلستان ۱۹۳۳
 جام خیریه انگلستان ۱۹۳۳ ، ۲۰امین رقابت سالانه مابین قهرمانان لیگ دسته اول فوتبال انگلستان و جام حذفی فوتبال انگلستان است.
این مسابقه در تاریخ ۱۸ اکتبر ۱۹۳۳ مابین تیم‌های آرسنال و اورتون در ورزشگاه گودیسون پارک لیورپول برگزار شده‌است.
تیم آرسنال در این مسابقه با نتیجه سه بر صفر به پیروزی رسید.

## جزئیات مسابقه
| آرسنال           | ۳ – ۰ | اورتون |
| ---------------- | ----- | ------ |
| بیرکت · E Bowden |       |        |